# Altostratus undulatus
L'altostratus undulatus és un tipus de núvol altostratus baix caracteritzat per tot un seguit d'ondulacions que el formen. Aquestes ondulacions poden ser visibles però sovint no són discernibles a ull nu. Aquestes formacions solen aparèixer als primers estadis de la desestabilització dels fluxos; com passa a les planes del sud dels Estats Units, on es produeixen les condicions orogràfiques i climàtiques ideals per aquest tipus de núvol.